# Labyrinth (pjesma Taylor Swift)
"Labyrinth" je pjesma američke kantautorice Taylor Swift s njenog desetog studijskog albuma, Midnights (2022.). Pjesmu su napisali i producirali Swift i Antonoff. Pjesma je prigušeni dance-pop i synth-pop pjesma s istaknutim elektroničkim i alternativnim elementima, a ima produkciju koja se sastoji od gustih sintisajzera, suptilnih gitara i trap/house ritmova. Swift pjeva s mekim tonom i koristi svoj vokal visokog registra kroz većinu stihova, sve do kraja pjesme gdje je njen vokal manipuliran na nižu visinu. Lirski, pripovjedač izražava tjeskobu prema novootkrivenoj romansi.
U recenzijama albuma Midnights, neki su kritičari hvalili pjesmu zbog njene vokalne produkcije i onoga što su smatrali eteričnim i suptilnim zvučnim prizorom, ali nekolicina je pjesmu smatrala neodoljivom. "Labyrinth" je dosegao 14. mjesto na Billboard Hot 100, 12. mjesto na Billboard Global 200 i među 20 najboljih ljestvica singlova u Australiji, Kanadi, Filipinima i Singapuru.

## Pozadina
Američka kantautorica Taylor Swift najavila je svoj deseti studijski album na dodjeli MTV Video Music Awards 2022. 28. kolovoza 2022. Kasnije je otkrila naziv albuma, Midnights, i naslovnicu albuma na društvenim mrežama, ali popis pjesama nije odmah otkriven.
21. rujna 2022., točno mjesec dana prije izlaska albuma, Swift je na platformi društvenih medija TikTok najavila kratku seriju od trinaest epizoda pod nazivom Midnights Mayhem with Me. Svrha serije je objaviti naslov pjesme svake epizode kotrljanjem lutrijskog kaveza koji sadrži trinaest ping pong loptica označenih brojevima od jedan do trinaest; svaka kuglica predstavlja stazu.
U jedanaestoj epizodi serijala objavila je naslov pjesme broj 10, "Labyrinth". Swift je napisao i producirao "Labyrinth" s Antonoffom, koji je programirao pjesmu, dao popratne vokale i svirao instrumente uključujući udaraljke, električne gitare i više sintisajzera (Moog, Juno 6, Realistic Synth i OB8). Antonoff i audio inženjerka Laura Sisk snimili su pjesmu u Rough Customer Studios, Brooklyn, i Electric Lady Studios, New York. "Labyrinth" je miksao Serban Ghenea, uz pomoć Brycea Bordonea, u studiju MixStar, Virginia Beach, Virginia, a masterirao ga je Randy Merrill u Sterling Soundu, Edgewater, New Jersey.

## Tekstovi
U stihovima, Swift pjeva o zaljubljivanju u novu romansu dok se suočava s tjeskobom koja iz toga proizlazi. Pripovjedač se pita zaljubljuje li se prebrzo; "Oh, zaljubljujem se / Mislila sam da avion pada / Kako si ga okrenuo?" Avioni su lirski motiv koji simbolizira neizvjesnost izazvanu romantikom, a ponavlja se u mnogim Swiftovim pjesmama poput "Last Kiss" sa albuma Speak Now, "Come Back... Be Here" sa albuma Red i "Out of the Woods" sa albuma 1989. Za Brittany Spanos iz Rolling Stonea, romansa u pjesmi "Labyrinth" ima potencijal nestati. U jednom trenutku, stihovi, "Breathe in, breathe through, breathe deep, breashe out", referiraju se na Swiftov govor na svečanosti na Sveučilištu New York 2022. Stihovi, "Znaš koliko mrzim što svi samo očekuju da se oporavim/ Samo tako", prema novinaru Esquirea Alanu Lightu, aludira na Swiftin strah i pritisak od svoje slave i očekivanja koja proizlaze iz toga. Petridis je otkrio da tekst pjesme prkosi rodnim stereotipima koji okružuju žene.

## Zasluge
- Taylor Swift – vokal, pisanje pjesama, produkcija
- Jack Antonoff – pisanje pjesama, produkcija, programiranje, udaraljke, Juno 6, Realistic Synth, OB8, Moog, električne gitare, prateći vokali, snimanje
- Megan Searl – pomoćnica inženjera
- Jon Sher – pomoćni inženjer
- John Rooney – pomoćni inženjer
- Serban Ghenea – inženjer miksiranja
- Bryce Bordone – pomoćni inženjer miksa
- Randy Merrill – master inženjer
- Laura Sisk – snimanje
- Evan Smith – mastering za vinil

## Ljestvice
| Ljestvice              | Najviša pozicija |
| ---------------------- | ---------------- |
| Australija             | 13               |
| Češka                  | 60               |
| Filipini               | 10               |
| Kanada                 | 14               |
| Litva                  | 64               |
| Malezija               | 22               |
| Portugal               | 32               |
| Singapur               | 13               |
| SAD                    | 14               |
| Slovačka               | 65               |
| Španjolska             | 81               |
| Švedska                | 52               |
| Švicarska              | 58               |
| Ujedinjeno Kraljevstvo | 17               |
| Vijetnam               | 28               |